# Butch Trucks
Claude Hudson "Butch" Trucks (11 de mayo de 1947 - 24 de enero de 2017) fue un baterista estadounidense, reconocido por haber sido uno de los músicos fundadores de la agrupación de rock sureño The Allman Brothers Band.

## Carrera
Trucks nació y se crio en Jacksonville, Florida. Tocó en varias bandas antes de formar the 31st of February, cuando se encontraba cursando estudios en la Universidad Estatal de Florida a mediados de la década de 1960. Se unió a The Allman Brothers Band en 1969. La banda se convirtió en una de las agrupaciones más populares de la época y publicó una gran cantidad de álbumes. A pesar del cambio constante en la alineación, Trucks fue miembro constante de la misma durante aproximadamente 45 años.
Reportes policiales confirmaron que Trucks se suicidó por un disparo en la cabeza el 24 de enero de 2017, en West Palm Beach, Florida, a la edad de 69 años.